# خاندان اوکودایرا

مون خاندان اوکودایرا

خاندان اوکودایرا (به ژاپنی: 奥平氏) یکی از خاندان های ژاپنی در دوره سنگوکو بود که مقر آن در شمال شرقی ولایت میکاوا‌ (شینشیرو، آیچی امروزی) قرار داشت. این خاندان در خدمت خاندان ایماگاوا یا خاندان اودا، خاندان ماتسودایرا، خاندان تاکدا و خاندان توکوگاوا (تغییر نام یافته از خاندان ماتسودایرا) بود.